# Ho fatto giardino
Ho fatto giardino è un romanzo di genere noir scritto da Andrea G. Pinketts. Pubblicato nel 2006, è l'ottavo romanzo avente come protagonista il suo alter ego Lazzaro Santandrea.

## Trama
Lazzaro Santandrea è giunto al giro di boa dei quarant'anni, ma a festeggiare non pensa proprio. Non ne vede il motivo: chiudono il Trottoir, suo locale storico, obbligando all'esilio in terra francese l'amico Max che lo gestiva. L'amato cane Benvenuto, vinto da troppi acciacchi, se ne va a correre nei giardini celesti. Anche le nuove amicizie non se la passano bene: Albert Deveraux, genio in carrozzella viene ucciso da una micidiale bocciata. E come non bastasse, pure la salute lascia a desiderare: il nostro eroe è preda di un fastidioso raffreddore che non se ne vuole andare. Forse gli ci vorrebbe la Bumba, la leggendaria droga capace di sballare e curare i malanni contemporaneamente. In molti la cercano, secondo i più è una bufala, ma questo non scoraggia l'amico giornalista Montoya, che è sulle sue tracce e punta ad un grosso scoop. Tra una Milano assediata dalla moda e Stropez (per gli amici), fidanzate al vetriolo e donne abbastanza fatali, associazioni più segrete che serie e camicie di tendenza ambigua, la leggendaria Bumba se la dovrà vedere con la leggenda vivente di nome Lazzaro Santandrea, stupefacente naturale senza additivi, sigaro a parte. Inutile dire chi sarà il vincitore, anche se questa volta il giocatore di poker dovrà escogitare qualcosa di più efficace di un buon bluff. Dovrà riscrivere le regole: dovrà fare giardino.

## Personaggi
- Lazzaro Santandrea. Un eroe metropolitano dei nostri giorni, un vero duro col cuore tenero.
- Pogo il dritto. Già Duilio Pogliaghi. L'amico più fedele, tassista enciclopedico grazie a dosi eccessive di Trivial Pursuit e sigarette, sempre una sicurezza.
- Edoardo Montoya. Roccioso giornalista investigativo ed ex cavia umana, su una buona pista per la Bumba.
- Max, o Ger, poi Key, alla fine Run. Ex proprietario del Trottoir, ora fuggiasco.
- Gippo. Proprietario dell'Inferno, un piano bar che è in realtà il deposito per la sua attività reale di riciclaggio, sempre a disposizione dell'amico Lazzaro per le necessità.
- Antonina Criminale. Ama il protagonista e lo tampina ovunque. Scrittrice di poesie d'odio.
- Ottone Branzini. Bellimbusto di buona famiglia che ha la cattiva idea di mettersi contro Lazzaro. Naturalmente se ne pentirà amaramente.
- Germano Du Mer. Finanziere internazionale spregiudicato ed intelligente, brutto anatroccolo che non essendo mai potuto diventare cigno, ha scelto di essere rapace.

## Edizioni
- Andrea G. Pinketts, Ho fatto giardino, collana Strade blu, Arnoldo Mondadori Editore, 2006, ISBN 88-04-55990-X.